# 戀願成真LoveSick
《戀願成真LoveSick》是タチ創作的日本四格漫畫。2016年3月26日在《COMIC CUNE》2016年5月號開始連載。作品於2018年4月27日完結，單行本出版全3冊。

## 故事簡介
該作品主要敘述倾听少女的恋爱心声并为之实现恋情的丘比特喜欢上了人类的故事。

## 登場角色
阿秋
邱比特。
戀栗
狐仙。
紫
魅魔。
夕香崎杏樹
人類。

## 出版書籍
| 卷數 | KADOKAWA       | KADOKAWA               |
| 卷數 | 發售日期       | ISBN                   |
| ---- | -------------- | ---------------------- |
| 1    | 2016年10月27日 | ISBN 978-4-0406-8688-2 |
| 2    | 2017年8月26日  | ISBN 978-4-0406-9474-0 |
| 3    | 2018年5月26日  | ISBN 978-4-0406-9873-1 |

## 外部連結
- 戀願成真LoveSick的COMIC CUNE官方網站 （页面存档备份，存于）（日語）
- 《戀願成真LoveSick》的ComicWalker專頁